# Casimir Schmidt
Pour les articles homonymes, voir Schmidt.
Casimir Schmidt (né le 31 octobre 1995 à Haarlemmermeer) est un gymnaste artistique néerlandais.

## Carrière
Casimir Schmidt remporte en junior la médaille d'or du saut de cheval aux Championnats d'Europe de gymnastique artistique masculine 2012.
II remporte la médaille d'argent du saut de cheval aux  Jeux européens de 2015.